# Baladă pentru Adelina
Ballade pour Adeline (în română Baladă pentru Adelina) este o piesă muzicală instrumentală compusă în anul 1976 de Paul de Senneville și Olivier Toussaint. Paul de Senneville a compus această piesă ca un omagiu adus fiicei sale nou-născute, Adelina. Prima înregistrare a fost realizată de Richard Clayderman, iar vânzările pe plan mondial au ajuns la 22 de milioane de copii în 38 de țări. Această baladă a fost și tema muzicală a emisiunii filipineze „Lovingly Yours, Helen”, a cărei moderatoare era răposata Helen Vera; a fost de asemenea prezentă și în partea de final a filmului „Gayniggers from Outer Space”.
Trompetistul francez Jean-Claude Borelly a înregistrat propria sa versiune în anii '80, care a utilizat același instrumental ca versiunea originală.
Richard Clayderman a realizat un duet cu chitaristul Francis Goya în 1999. Duetul a fost lansat pe albumul lor de studio Together. 
Piesa a fost interpretată și de Alexandru Radu Simu, pianist român, pe albumul cu același nume, scos în 1984 prin Electrecord.
O nouă versiune a acestei melodii a fost lansată pe albumul de studio al lui Clayderman, „A Thousand Winds” în 2007 pentru a celebra 30 de ani de la înregistrarea oficială a „Ballade Pour Adeline”. Richard a fost acompaniat de un nou aranjament de coarde, realizat de Olivier Toussaint.